# Haručika Aoki
Haručika Aoki (japonsky: 青木 治親, * 28. března 1976 Gumma) je bývalý japonský motocyklový závodník. Je dvojnásobným mistrem světa v závodech silničních motocyklů, a to v kubatuře 125 kubických centimetrů – ze sezón 1995 a 1996. Stopětadvacítky jezdil v letech 1993–1996, tři sezóny strávil ve vyšší kubatuře 250 cc (1997, 1998, 2002) a dvě sezóny v pětistovkách (1999, 2001). Celkem jel v rámci mistrovství světa 129 závodů, devět z nich vyhrál a dvacetkrát stál na stupních vítězů. Osm z devíti sezón seriálu mistrovství světa jezdil ve stáji Honda, pouze v roce 1999 jezdil na TSR. V roce 2000 načas GP opustil a jezdil Mistrovství světa superbiků. Po odchodu z okruhů Grand Prix jezdil japonskou sérii Auto Race. Jeho starší bratři Nobu a Haru byli rovněž motocyklovými závodníky.